# Megaspilus
Megaspilus (лат.) — род наездников из семейства Megaspilidae отряда Перепончатокрылые насекомые.

## Описание
Церафроноидные наездники длиной 2—4 мм. Простые глазки (оцеллии) располагаются в тупоугольном треугольнике. Жгутики антенн самок и самцов нитевидные. Вокруг радиальной жилки на переднем крыле имеется дымчатое пятно. Основание брюшка со стебельком. На промежуточном сегменте брюшка имеется желобообразная пластинка. В Европе 2 вида.
- Megaspilus armatus (Say, 1836)
- Megaspilus dux (Curtis, 1829)
- Megaspilus striolatus (Thomson, 1858)